# Limnophora pallitarsis
Limnophora pallitarsis är en tvåvingeart som beskrevs av Stein 1903. Limnophora pallitarsis ingår i släktet Limnophora och familjen husflugor.
Artens utbredningsområde är Egypten. Inga underarter finns listade i Catalogue of Life.